# Praxàgores d'Atenes
Praxàgores d'Atenes (en llatí Praxagoras, en grec antic Πραξαγόρας) fou un historiador atenenc que va viure després del temps de Constantí I el Gran, probablement sota els seus fills, al segle iv.
Tot i ser pagà, col·locava a Constantí com el més gran emperador romà. Als 19 anys va escriure dos llibres sobre els reis d'Atenes, i als 22 anys dos llibres sobre la història de Constantí. Als 31 anys va escriure sis llibres sobre Alexandre el Gran. Totes aquestes obres van ser escrites en dialecte jònic. No en queda res, excepte uns resums que va fer Foci sobre la història de Constantí.